# Revansch (TV-serie)
Revansch är en svensk dramakomedi-serie som sändes på SVT med start den 1 juni 2019. Serien regisserades av Patrik Eklund, som även skrev manus. Serien är producerad av Andreas Emanuelsson och Patrik Eklund.
Serien handlar om den före detta badmintonspelaren Annbritt (Anki Larsson) som efter att ha förlorat en SM-final i badminton går ner sig. Trettio år senare övertalar sonen Mattias (Olle Sarri) henne om att gå en revanschmatch mot Gunilla (Pia Halvorsen).

## Rollista (i urval)[4]
| - Olle Sarri – Mattias - Anki Larsson – Annbritt - Jimmy Lindström – Ulf - Albin Grenholm – Park - Mikael Almqvist – Mats - Anna Littorin – Magdalena | - Camilla Larsson – Sofia - Pia Halvorsen – Gunilla - Bengt Carlsson – Bosse - Fatima Edell – - Camilla Larsson – - Ellen Sarri Littorin – |